# 2025 en informatique
| Années de l'informatique : 2022 - 2023 - 2024 - 2025 - 2026 - 2027 - 2028    |
| Décennies de l'informatique : 1990 - 2000 - 2010 - 2020 - 2030 - 2040 - 2050 |

## Événements
- 7 janvier : Mark Zuckerberg, PDG de Meta, annonce, pour Facebook, le réseau social le plus utilisé au monde, la fin du programme de fact-checking, un changement dans les règles de modération tolérant désormais les discours sexistes, homophobes ou transphobes, au moins aux États-Unis, ainsi que la fin du programme de diversité parmi les employés de Meta.
- 16 janvier : l'Agence France-Presse, la principale agence de presse francophone au monde, et Mistral AI, signent un partenariat mondial pour laisser accès aux dépêches de l'AFP dans six langues à l'agent conversationnel « Le Chat ».

## Logiciel

### Système d'exploitation
- Windows Server 2025, système d'exploitation de Microsoft pour les serveurs.